# Richard Nelson Frye

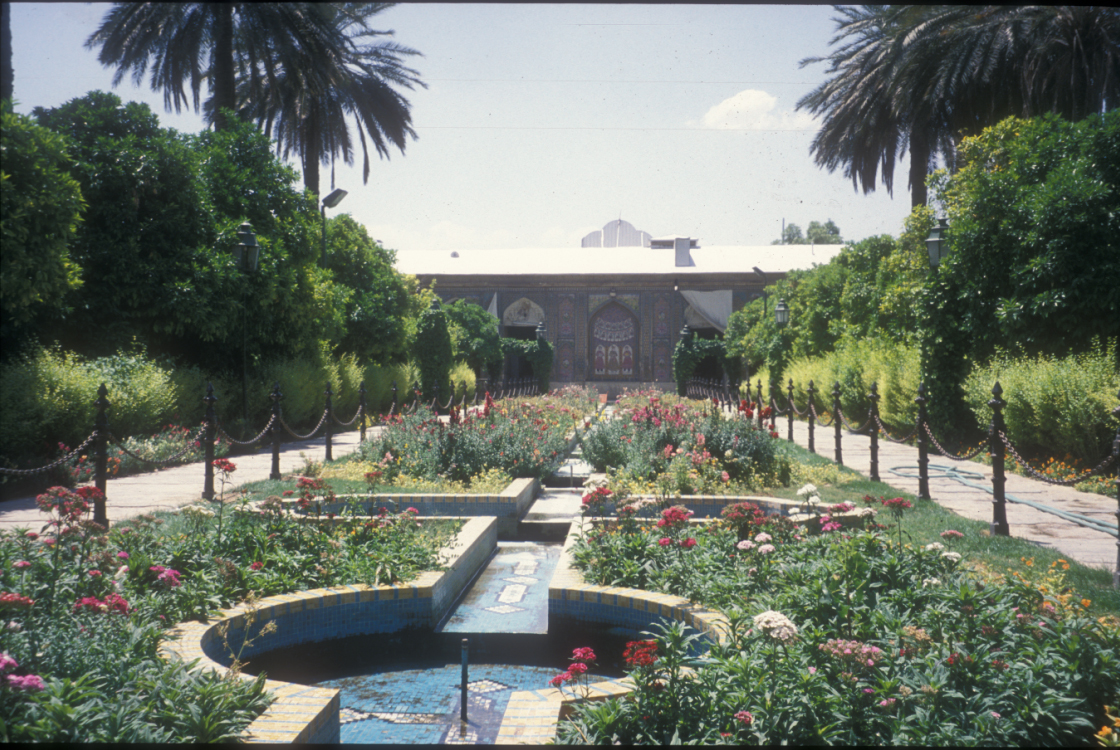
Qavams Orangerie, Shiraz, Iran. Här verkade Richard Frye som direktör för Asia Institute mellan åren 1969 och 1974.

Richard Nelson Frye, född 10 januari 1920 i Birmingham i Alabama, död 27 mars 2014 i Boston i Massachusetts, var en amerikansk professor emeritus i iranistik vid Harvarduniversitetet. Hans forskningsområden var iransk filologi och Irans och Centralasiens historia före 1000 e.Kr.
Richard Frye växte upp i Malmö med svenska föräldrar och hette ursprungligen Rickard Freij. Han talade flytande ryska, tyska, arabiska, persiska, franska, pashtu, uzbekiska och turkiska och hade goda kunkaper i äldre iranska språk, såsom avestiska, pahlavi, sogdiska, och olika centralasiatiska språk och dialekter.
Frye var verksam vid universiteten i Hamburg, Frankfurt, Shiraz, Harvard och Kabul. Han var föreståndare för Asieninstitutet i Shiraz mellan åren 1970 och 1975. Han bidrog till att grunda det första centret för iranistik i USA. Till hans studenter hörde bland annat Annmarie Schimmel och John Limbert.
Frye var iranofil. I augusti 1953 gav Ali Akbar Dehkhoda honom hederstiteln Irandust ("Iranvän") och han fick motta flera akademiska utmärkelser och priser i Iran för sin livslånga gärning inom iranistik.

## Verk i urval
- The Near East and the Great Powers, Harvard University Press, 1951
- Iran, George Allen and Unwin, London, 1960
- The Heritage of Persia: The pre-Islamic History of One of the World's Great Civilizations, World Publishing Company, New York, 1963
- Bukhara: The Medieval Achievement, University of Oklahoma Press, 1965
- The Histories of Nishapur, Harvard University Press, 1965
- Corpus Inscriptionum Iranicarum, vol. III, Dura-Europos, London, 1968
- Persia (3rd edition) Allen and Unwin, London, 1969
- The United States and Turkey and Iran, Archon Books, 1971
- Sasanian Remains from Qasr-i Abu Nasr. Seals, Sealings, and Coins, Harvard University Press, 1973
- Neue Methodologie in der Iranistik, Wiesbaden, 1974
- The Golden Age Of Persia: The Arabs in the East, Weidenfeld & Nicolson, London, 1993
- The heritage of Central Asia from antiquity to the Turkish expansion Markus Wiener, Princeton, 1996
- Notes on the Early Coinage of Transoxania; Numismatic Notes, 113, American Numismatic Association, New York
- Assyria & Syria: synonyms. Journal of Near Eastern Studies (JNES) and Journal of Assyrian Academic Studies (JAAS)
- Greater Iran, Mazda Publishers, 2005, ISBN 1-56859-177-2
- Ibn Fadlan's Journey To Russia, 2005, Markus Wiener Publishe, ISBN 1-55876-366-X